# Oxypiloidea
Oxypiloidea es un género de mantis de la subfamilia Acromantinae. Tiene dos especies:
- Oxypiloidea subcornuta
- Oxypiloidea tridens